# Суперкубок УЄФА
Суперкубок УЄФА (англ. UEFA Super Cup) або Суперкубок Європи (англ. European Super Cup) — символічний щорічний турнір під егідою УЄФА, який відкриває європейський футбольний сезон. Турнір складається з одного матчу між переможцем Ліги чемпіонів та Ліги Європи УЄФА (з 1972 до 1999 року в Суперкубку УЄФА брав участь володар Кубку володарів кубків УЄФА, з 2000 до 2009 року — володар Кубка УЄФА) сезону, що минув.
Матч за Суперкубок проходить наприкінці серпня перед початком футбольного сезону, який проводиться за структурою «осінь—весна». У цей час закривається трансферне вікно, а тому команди-учасники грають з оновленими складами.
Першим переможцем Суперкубка став амстердамський «Аякс». Станом на 2024 рік найуспішнішою командою змагання є  «Реал» Мадрид,  який ставав володарем трофею 6 разів. Поточний володар нагороди — «Парі Сен-Жермен», який 13 серпня 2025 року в Удіне переміг «Тоттенгем Готспур» по пенальті з рахунком 4:3 після нічиї 2:2 в основний час.

## Історія
Суперкубок УЄФА було засновано у 1972 року репортером нідерландської газети «De Telegraaf» Антоном Віткампом. На той час рівень футболу в Нідерландах був дуже високим, і Віткамп шукав новий засіб випробувати голландські клуби на європейській арені (особливо непереможний «Аякс» з його лідером Йоганом Кройфом). «Феєнорд» та «Аякс» чотири рази до разу ставали фіналістами Кубка європейських чемпіонів, і тричі завойовували цей трофей. Цей період став «золотим» в історії нідерландського футболу, а голландські клуби вважалися найсильнішими в Європі.
Окрім Кубка європейських чемпіонів, УЄФА проводила турнір, який називався Кубок Кубків. Тому почесне звання найсильніших клубів у Європі носили команди-переможці цих двох змагань. Було очевидним, що протистояння між володарями цих трофеїв виявить справді найсильнішу команду Європи.
Коли Віткамп розповів про свій задум президентові «Аякса» Япому ван Праагому, той зустрів пропозицію з ентузіазмом і під патронажем «De Telegraaf» почалася підготовка до турніру. Коли керівництво Аякса звернулося до президента УЄФА Артеміо Франкі, останній відмовився проводити турнір під егідою УЄФА. Причиною тому стала дискваліфікація противника «Аякса» — шотландського «Рейнджерса» з Глазго через поведінку його вболівальників. Проте, матч таки зіграли (хоча і не офіційно), оскільки «Рейнджерс» відзначав своє сторіччя.
Перший розіграш Суперкубка відбувся, але фінансувався він «De Telegraaf» і не визнавався УЄФА. За сумою двох матчів «Аякс» розгромив «Рейнджерс» 6:3.
Наступного року УЄФА погодилося взяти керівництво над Суперкубком між «Міланом» та «Аяксом», який знову виграв Кубок європейських чемпіонів. Хоча змагання були визнані УЄФА, широкої відомості вони не отримали, оскільки про них не повідомлялося. Аякс знову виграв трофей 6:1, але у домашньому матчі італійський клуб зміг вирвати перемогу у нідерландців. Широку відомість змагання отримали у 1974 році, але матч так і не відбувся, оскільки «Баварія» з ФРН та «Магдебург» з НДР не домовилися щодо сроків проведення матчу.
Стабільні розіграші Суперкубка розпочалися лише з 1975 року. Проте, у 1981 році «Ліверпуль» та «Динамо (Тбілісі)» не змогли домовитися про час і місце проведення матчу. У 1984 році «Ліверпуль» грав за дуже щільним графіком і погодився на одну гру, яку програв туринському «Ювентусу».
У 1985 році Суперкубок не проводили, оскільки противником «Ювентуса» став «Евертон», а клуби Англії були відлучені від єврокубків на 5 років через Ейзельську трагедію.
У 1986 році знову виникли проблеми з проведенням Суперкубка. «Динамо (Київ)» та «Стяуа» (Бухарест) не змогли домовитися про проведення матчу на території СРСР та Румунії. Тому було вирішено провести єдиний матч на нейтральному полі. Так вперше було зіграно матч за Суперкубок УЄФА на стадіоні ім. Луї II в Монако.
Долю Суперкубка 1991 року також вирішив один матч. «Манчестер Юнайтед» на Олд Траффорд приймав «Црвену Звезду». Матч у Белграді не проводився, оскільки політична ситуація в Югославії була дуже нестабільною.
Загалом, переглянувши всі проблеми, які пов'язані з проведенням Суперкубка, УЄФА вирішило змінити формат проведення матчів за цей трофей. У 1998 році було остаточно встановлено, що ігри за Суперкубок УЄФА проходитимуть в один матч на нейтральному полі, яким став стадіон Луї II в Монако. У 1999 році Кубок Кубків було об'єднано з Кубком УЄФА, і участь у розіграші Суперкубка брали переможці Ліги чемпіонів та Кубка УЄФА.

## Трофей
За свою історію чаша Суперкубка зазнала декілька змін. Перший кубок, який виграв «Аякс» у 1973 та 1974 роках і «Динамо» в 1975 був дуже великим, більшим ніж Європейський кубок. Його було замінено на металевий диск з золотою емблемою УЄФА, на якій нанесено зображення Європи. Наступна версія кубка була меншою за всі інші єврокубки: маса 5 кг та 42,5 см у висоту (для порівняння ― кубок Ліги чемпіонів важить 8 кг, а Кубок УЄФА аж 15 кг). Сучасна версія кубка виправдовує приставку «Супер»: висота 58 см та маса 12,2 кг.
Трофей є перехідним призом. Замість справжнього кубка вручається його точна копія, яка назавжди залишається в клубі. У випадку якщо команда виграє трофей 3 рази підряд, або 5 разів взагалі, то оригінальний трофей залишається у клубі. У 2007 році «Мілан» виграв Суперкубок вп'яте і став першим таким клубом, у 2015 році таке ж досягнення повторила «Барселона». 

## Переможці
|    | Команда            | Перемог | Других місць |
| -- | ------------------ | ------- | ------------ |
| 1  | Реал Мадрид        | 6       | 3            |
| 2  | Барселона          | 5       | 4            |
| 3  | Мілан              | 5       | 2            |
| 4  | Ліверпуль          | 4       | 2            |
| 5  | Аякс               | 3       | 1            |
| 6  | Атлетіко           | 3       | 0            |
| 7  | Баварія            | 2       | 3            |
| 7  | Челсі              | 2       | 3            |
| 9  | Валенсія           | 2       | 0            |
| 9  | Ювентус            | 2       | 0            |
| 9  | Андерлехт          | 2       | 0            |
| 12 | Севілья            | 1       | 6            |
| 13 | Манчестер Юнайтед  | 1       | 3            |
| 14 | Порту              | 1       | 2            |
| 15 | Динамо Київ        | 1       | 1            |
| 15 | Ноттінгем Форест   | 1       | 1            |
| 15 | Парі Сен-Жермен    | 1       | 1            |
| 17 | Астон Вілла        | 1       | 0            |
| 17 | Абердін            | 1       | 0            |
| 17 | Стяуа Бухарест     | 1       | 0            |
| 17 | Мехелен            | 1       | 0            |
| 17 | Парма              | 1       | 0            |
| 17 | Лаціо              | 1       | 0            |
| 17 | Галатасарай        | 1       | 0            |
| 17 | Зеніт              | 1       | 0            |
| 17 | Манчестер Сіті     | 1       | 0            |
| 26 | Гамбург            | 0       | 2            |
| 27 | Рейнджерс          | 0       | 1            |
| 27 | ПСВ                | 0       | 1            |
| 27 | Сампдорія          | 0       | 1            |
| 27 | Црвена Звезда      | 0       | 1            |
| 27 | Вердер Бремен      | 0       | 1            |
| 27 | Арсенал            | 0       | 1            |
| 27 | Реал Сарагоса      | 0       | 1            |
| 27 | Боруссія Дортмунд  | 0       | 1            |
| 27 | Феєнорд            | 0       | 1            |
| 27 | ЦСКА Москва        | 0       | 1            |
| 27 | Шахтар Донецьк     | 0       | 1            |
| 27 | Вільярреал         | 0       | 1            |
| 27 | Айнтрахт Франкфурт | 0       | 1            |
| 27 | Аталанта           | 0       | 1            |
| 27 | Тоттенгем Готспур  | 0       | 1            |